# 温窑陵台
温窑村，位于中国河北省邯郸市永年县，为邯郸市永年县的一个省级文物保护单位，类型为古墓葬，公布时间为1982年7月23日。
温窑村的历史年代为温窑陵台。